# Lilà
Els lilàs, lileres o josepets són plantes amb flor del gènere Syringa, de la família de les oleàcies.

## Característiques
El gènere és originari d'Euràsia i compta amb unes 20 espècies.
Les espècies del gènere Syringa són arbustives o petits arbres. Les fulles tenen una disposició oposada o en algun cas en verticils de 3 fulles. Normalment les fulles són en forma de cor però hi ha espècies com Syringa laciniata o S. pinnatifolia amb fulles pinnades. Les flors són de color blanc, rosades o porpres i tenen quatre pètals. Els fruits són secs.
A la península Ibèrica els lilàs formaven part de la flora del Paleolític (segons anàlisis pol·líniques de sediments antics) però es van extingir posteriorment.
Algunes espècies són molt utilitzades en jardineria per la seva florida espectacular a la primavera i la fragància que desprenen.
És tradicional sembrar els fesols o mongetes a partir de la florida dels lilàs que es fa amb una temperatura mitjana que supera els 10 °C.

## Taxonomia
- Syringa afghanica
- Syringa emodi- lilà de l'Himalaia
- Syringa josikaea
- Syringa komarowii (sinònim S. reflexa)
- Syringa laciniata - lilà de fulla tallada
- Syringa mairei
- Syringa meyeri
- Syringa oblata
- Syringa persica - lilà de Pèrsia
- Syringa pinetorum
- Syringa pinnatifolia
- Syringa protolaciniata
- Syringa pubescens (sin. S. julianae, S. patula)
- Syringa reticulata (sin. S. pekinensis) - lilà del Japó
- Syringa spontanea
- Syringa sweginzowii
- Syringa tibetica
- Syringa tomentella
- Syringa villosa
- Syringa vulgaris - Lilà comú, arbre de Sant Josep, josepet, lilà blanc, lilera[1]
- Syringa wardii
- Syringa wolfii
- Syringa yunnanensis- Lilà de Yunnan